# سيدني ويلارد
سيدني ويلارد (بالإنجليزية: Sidney Willard)‏ هو سياسي أمريكي، ولد في 19 سبتمبر 1780 في بيفرلي في الولايات المتحدة، وتوفي في 6 ديسمبر 1856 في كامبريدج في الولايات المتحدة. انتخب عضو مجلس نواب ماساتشوستس.